# Hizni Altunkaya
Hizni Altunkaya, właśc. Nezir Altunkaya (ur. 31 stycznia 1988) – turecki bokser.

## Kariera zawodowa
Altunkaya zadebiutował na zawodowym ringu 4 października 2008 roku, pokonując na punkty rodaka Ronny’ego Rechnera. 16 stycznia 2010 roku zdobył pas Global Boxing Council Youth w wadze cruiser. Altunkaya pokonał minimalnie na punkty, po wyrównanej walce niemieckiego boksera Silvio Meinela. 16 października 2010 roku znokautował, już w pierwszej rundzie, niepokonanego Niemca Mathiasa Reinhardta. Głównym wydarzeniem była walka Witalija Kliczki z Amerykaninem Shannonem Briggsem o mistrzostwo świata WBC. 19 listopada 2011 roku reprezentant Turcji stanął do walki o tymczasowe mistrzostwo świata federacji WBFed. Jego rywalem był niepokonany Włoch, Salvatore Aiello (29-0). Altunkaya zwyciężył przez jednogłośną decyzję sędziów, zdobywając pas. W pierwszej obronie pasa WBFed znokautował w 4. rundzie Węgra Attilę Palko.
7 lipca 2018 w Astanie przegrał w dziewiątym starciu, w walce o pas WBA Regular kategorii junior ciężkie z Beibutem Szumenowem (18-2, 12 KO).